# Muskegon Lumberjacks (1992–2010)
Muskegon Lumberjacks war eine US-amerikanische Eishockeymannschaft aus Muskegon, Michigan. Das Team spielte von 1992 bis 2010 in der International Hockey League (bis 1997 Colonial Hockey League, von 1997 bis 2007 United Hockey League).

## Geschichte
Die Mannschaft wurde 1992 unter dem Namen Muskegon Fury als Franchise der Colonial Hockey League gegründet. Diesen Namen behielt das Team bis 2008, als sie den Namen in Anlehnung an das gleichnamige Team, das von 1984 bis 1992 in der International Hockey League aktiv war und dessen Platz sie nach deren Auflösung in der Stadt einnahmen, in Muskegon Lumberjacks änderte. In der Liga, die 1997 in United Hockey League und 2007 in International Hockey League umbenannt wurde, gehörten die Fury/Lumberjacks zu den erfolgreichsten Franchises. Sie gewannen insgesamt vier Mal den Colonial Cup (1999, 2002, 2004 und 2005) als Meister der Liga, sowie zwei Mal den Tarry Cup (1999 und 2005) als punktbestes Team der regulären Saison. 
Im Anschluss an die Saison 2009/10 stellten die Lumberjacks den Spielbetrieb ein. Ihr Platz wurde von einem gleichnamigen Franchise der Juniorenliga United States Hockey League eingenommen.

## Team-Rekorde

### Karriererekorde
Spiele: 664  Scott Feasby
Tore: 428  Robin Bouchard
Assists: 435  Todd Robinson
Punkte: 848  Robin Bouchard
Strafminuten: 1530  Rob Melanson

## Bekannte Spieler
- Ryan Keller
- Richard Kromm
- Rodrigo Laviņš
- Mikhail Nemirovsky
- Rich Parent
- Jari Pasanen
- Andrei Alexandrowitsch Petrakow
- Steve Walker